# The Most Honourable
The Most Honourable è un appellativo o trattamento onorifico unito ai titoli nobiliari di marchesi del Regno Unito.

## Descrizione
I duchi hanno il titolo di The Most Noble o His Grace mentre tutti gli altri pari di rango inferiore hanno il titolo di The Right Honourable. I baroni feudali scozzesi hanno il titolo di The Much Honoured.
Il Governatore Generale della Giamaica, così come sua moglie, al ricevimento dell'Ordine della Nazione, ottengono questo titolo. In passato come oggi il Primo Ministro giamaicano e sua moglie godono del privilegio di questa titolazione solo dopo il conferimento dell'Ordine della Nazione.